# Ngô Đình Luyện

Ông Ngô Đình Luyện khoảng năm 1979.

Ngô Đình Luyện (1914 – 1990) là một luật sư và kỹ sư người Việt, sau là Đại sứ của Việt Nam Cộng hòa tại Anh Quốc đến năm 1959, Hà Lan (1958-1959), Bỉ (1958-1959), và Tunisia (sau 1959) được bổ nhiệm bởi anh trai ông là Tổng thống Ngô Đình Diệm. Ông cũng là tỉnh trưởng Khu tự trị người Chăm.
Vào năm 1963, cuộc đảo chính nổ ra ở Sài Gòn, Tổng thống Ngô Đình Diệm và em trai là Ngô Đình Nhu bị giết. Tuy nhiên, ông thoát chết nhờ đang ở Luân Đôn, Vương quốc Anh.
Ông là con trai út của Ngô Đình Khả - một vị đại thần trong triều đình nhà Nguyễn dưới thời phong kiến do Pháp bảo hộ.